# Адельфи (фирма)
Аде́льфи (лат. Adelphi из лат. от греч. Aδελφοί — «Братья») — название проектной фирмы, основанной в 1767 году в Лондоне архитекторами-декораторами английского классицизма, братьями Робертом (1728—1792) и Джеймсом (1730—1794) Адам. «Братья» — комедия древнеримского драматурга Теренция, по сюжету греческого автора Менандра, и потому в ней сохранён греческий вариант заглавия. Деятельность мастеров фирмы «Адельфи» имела важное значение в формировании оригинального художественного стиля «Адам» как первой фазы движения «классического возрождения» (Classical Revival) в Англии.
В 1768 году братья Адам приобрели в аренду на 99 лет заболоченный участок земли у Темзы в Вестминстере, где они спроектировали и построили целый квартал с террасой из 24 домов, также названный «Адельфи», что подчёркивало идеи классицистической эстетики . Район был распланирован как единое целое. При этом Роберт Адам использовал свои впечатления от изучения античного дворца императора Диоклетиана в Сплите (Сполето).
Проект был амбициозным и стал первым случаем, когда дома с террасами были спроектированы не вокруг какой-либо площади в тесноте городской застройки, а свободно «в линию» вдоль реки. Однако проект стал «белым слоном» для Роберта и его братьев, с неопределенным финансированием и неконтролируемыми расходами. Дома были построены на огромной искусственной террасе, опирающейся на сводчатые основания на уровне Темзы, которую, как был уверен Роберт Адам, можно было сдать в аренду британскому правительству под склады. Однако этот интерес не оправдался, и братья Адам остались с огромными долгами и в 1772 году были вынуждены уволить 3000 рабочих и прекратить строительство. Сам Адам переехал в один из домов в Адельфи вместе с поддерживающими его друзьями, такими как знаменитый актёр Дэвид Гаррик и керамист, основатель фирмы «Этрурия» Джозайя Веджвуд, который открыл выставочный зал для своих изделий в одном из домов. В 1774 году была проведена общественная лотерея по сбору средств для братьев, что позволило им предотвратить полное банкротство.
Мастера фирмы «Адельфи» проектировали оформление интерьеров, изготавливали мебель в модных тогда «этрусском» и «помпейском» стилях под влиянием сенсационных находок в раскопках Геркуланума и Помпей. В 1754—1756 годах Роберт Адам работал в Италии, где под руководством Шарля-Луи Клериссо изучал античное искусство. Сам он именовал свой стиль «этрусским», утверждая, что основным источником вдохновения для него были чернофигурные и краснофигурные вазы (в то время древнегреческие и италийские расписные керамические сосуды ошибочно считали этрусскими).
Для мастеров фирмы «Адельфи» и «стиля Адам» характерны тонкий лепной декор, круглые и овальные медальоны, росписи гризайлью, поясные орнаменты, изысканные гротески, построенные расходящимися из одной точки лучами — секторально или «канделябром» (вертикально), камины с рельефами под античность. За изысканные рисунки наборных паркетов Роберта Адама прозвали «королем деревянного набора». В 1773—1779 годах братья Адам опубликовали двухтомный труд «Работы в архитектуре Роберта и Джеймса Адама» (Works in Architecture of Robert and James Adam, в 2-х т.: 1773—1778, 1779; третий том вышел в 1822 г.). Это издание оказало огромное влияние на творчество многих архитекторов-декораторов английского классицизма.
Сходный стиль развивал другой ученик Клериссо в Риме — шотландский архитектор Чарлз Камерон, приглашённый в 1779 году в Россию императрицей Екатериной II для работ в Царском Селе. Роберт Адам вместе с итальянским художником М. Перголези составлял и выпускал в Лондоне сборники орнаментальных гравюр и эскизов мебели с «помпейскими мотивами». В истории английского искусства утончённые произведения, созданные мастерами фирмы «Адельфи», относят к позднегеоргианскому стилю (Late Georgian), времени правления короля Георга III из Ганноверской династии (1760—1820).
Тем не менее район не уцелел и в начале 1930-х годов был значительно перестроен.
Ещё раз слово «Адельфи» приобрело известность, когда под таким названием в Италии, в Милане в 1963 году было организовано книжное издательство, выпускавшее альбомы по истории искусства, в том числе и о художниках английского классицизма, а также философскую и художественную литературу .